# 119 (getal)
119 is een natuurlijk getal volgend op  118 en voorafgaand aan 120.
Het is de som van vijf opeenvolgende priemgetallen: 17 + 19 + 23 + 29 + 31.

## Overig
- In bepaalde Aziatische landen is 119 het alarmnummer.
- Het jaar 119 B.C. of het jaar  A.D 119